# Aeroport Internacional Roman Tmetuchl
L'aeroport internacional Roman Tmetuchl (IATA: ROR, ICAO: PTRO, FAA LID: ROR), també conegut com a aeroport internacional de Palau, és el principal aeroport de la República de Palau. Es troba a prop de l'antiga capital Koror, al nord de Ngetkib, a l'estat d'Airai, a l'illa de Babeldaob. L'aeroport es troba a 6 km de Koror i a 25 km de Ngerulmud.

## Descripció
L'aeroport cobreix una àrea de 190 ha i es troba a una altitud de 54 m sobre el nivell mitjà del mar. Té una pista designada 9/27 amb una superfície d'asfalt i formigó que fa 2.194 x 45 m. Durant el període de 12 mesos que va finalitzar el 13 de desembre de 2004, l'aeroport va tenir 1.142 operacions d'avions, una mitjana de 95 per mes: 78% comercials programats, 10% taxi aeri, 8% aviació general i 4% militars.
La terminal, que data de 2003, va ser renovada a partir d'abril de 2019 amb un cost d'uns 40 milions de dòlars americans i es va ampliar amb un nou edifici a l'est. L'obertura oficial completa de la nova terminal, dissenyada per acollir 900.000 passatgers anuals, va tenir lloc el 8 de maig de 2022. L'edifici original renovat ara s'utilitza exclusivament per a l'arribada de passatgers, mentre que els passatgers que surten es processen a la nova ampliació. La terminal té tres portes, cadascuna equipada amb un pont d'embarcament de passatgers.

## Història
Segons la Guia de línies aèries oficials (OAG), l'única companyia aèria que va donar servei a l'aeroport a la tardor de 1993 va ser Continental Micronesia (abans Air Micronesia), una divisió de Continental Airlines, que operava sense escales un servei d'avions Boeing 727-200 des de Guam, Manila, Taipei i Yap, a les Illes Carolines.

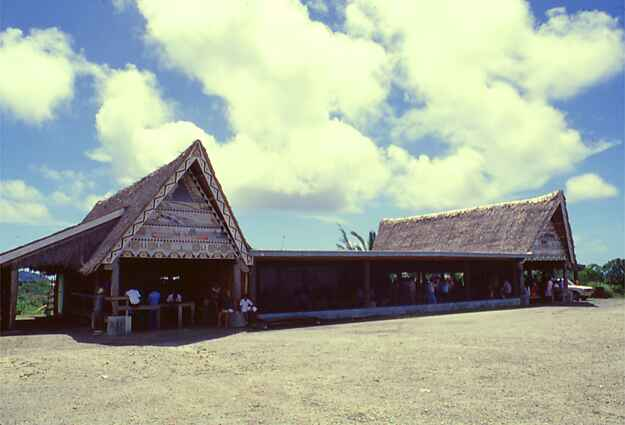
L'aeroport de Palau als anys 1970.

Una resolució aprovada pel Senat de Palau el maig de 2006 va canviar el nom de l'aeroport internacional de Palau al d'Aeroport internacional Roman de Tmetuchl, en honor al desaparegut polític local i empresari Roman Tmetuchl. També es coneix com a aeroport de Babelthuap/Koror o aeroport d'Airai.
Delta Air Lines va oferir servei regular a Tòquio-Narita fins al 2018. Després de la retirada de Delta Air Lines del mercat de Palau, Skymark Airlines va anunciar que començaria el servei xàrter de Narita a Palau i que actualitzaria aquests vols al un servei regular a mitjans de 2019.

## Aerolínies i destinacions
| Aerolínies                              | Destinacions                                                                                 |
| --------------------------------------- | -------------------------------------------------------------------------------------------- |

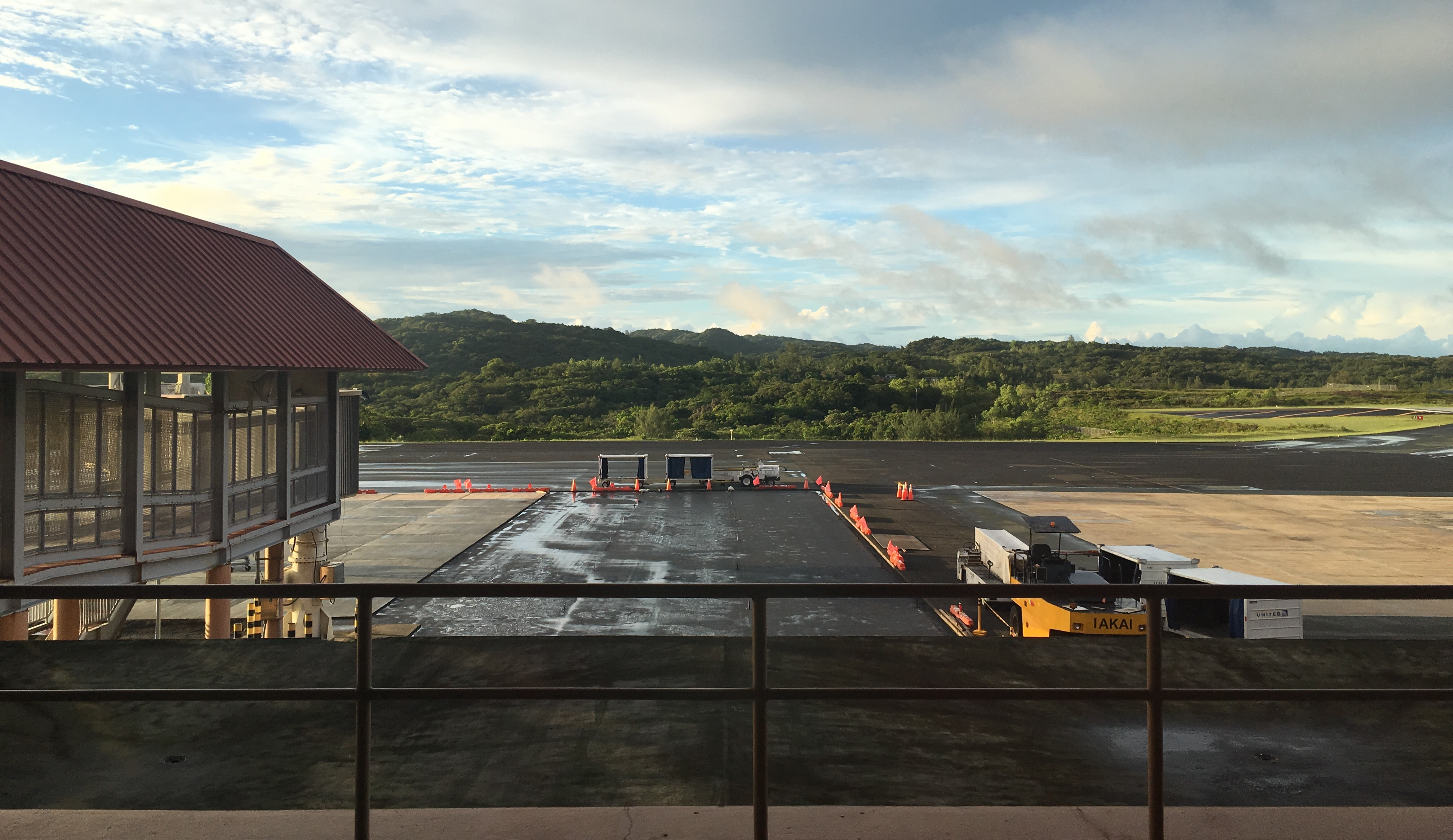
Pista de l'aeroport.

| Air Niugini                             | Port Moresby, Tokyo–Narita (tots dos destins s'haurien de reprendre el 29 d'octubre de 2024) |
| Alii Palau Airlines operat per Druk Air | Singapur                                                                                     |
| Belau Air                               | Angaur, Peleliu                                                                              |
| Cambodia Angkor Air                     | Hong Kong, Phnom Penh                                                                        |
| Caroline Islands Air                    | Yap                                                                                          |
| China Airlines                          | Taipei–Taoyuan                                                                               |
| Jeju Air                                | Seül–Inchon                                                                                  |
| Nauru Airlines                          | Brisbane, Majuro, Nauru, Pohnpei, Tarawa                                                     |
| Pacific Missionary Aviation             | Angaur, Peleliu, Yap                                                                         |
| United Airlines                         | Guam, Manila                                                                                 |